# Sancho García av Kastilien
Sancho García av Kastilien, död 1017, var regerande greve av Kastilien mellan 995 och 1017.